# Jean-Pierre Koffel
Jean-Pierre Koffel, né à Casablanca (Maroc) le 21 novembre 1932 et décédé à Kénitra (Maroc) le 2 novembre 2010, est un poète et romancier français.

## Biographie
Agrégé de lettres classiques, Jean-Pierre Koffel dirigeait plusieurs associations littéraires et poétiques au Maroc et collaborait à plusieurs journaux et hebdomadaires. Il fut directeur de la collection Côté Maroc aux éditions Marsam. Outre ses activités poétiques et littéraires, Jean Pierre Koffel a mené une longue carrière au sein du ministère de l'éducation nationale du Maroc. Dynamique, axé sur des techniques innovantes de communication écrite et orale qui visaient à répondre  aux besoins des  élèves et à leur donner la maîtrise d'un français vivant et contemporain, notamment par la conception et la co-direction d'ouvrages très complets de pédagogie du français en second cycle. (Cours pratique de langue française et d'expression écrite- Rabat- 1986).  

## Œuvres
- Nous l'appellerons Mehdi, Le Fennec, 1994,  (ISBN 978-9981838154), Prix Grand Atlas 1994/1995
- Des pruneaux dans le tagine, Le Fennec, 1995,  (ISBN 978-9981838369)
- Pas de visa pour le paradis d'Allah, Le Fennec, 1997  (ISBN 978-9981838499)
- L'Inspecteur Kamal fait chou blanc, Le Fennec, 1998  (ISBN 978-9954000106)
- La Cavale assassinée, Traces du présent, 1998  (ISBN 978-9954212127)
- Rapt à Ineziane, Le Fennec, 2000
- C'est ça que Dieu nous a donné, Marsam, 2003  (ISBN 978-9981149601)
- Ptolémée de Maurétanie, le dernier pharaon, en collaboration avec Josiane Lahlou, 2005
- Anthologie de la poésie de langue française au Maroc, 2005
- Dalal mon amour, Marsam, 2007  (ISBN 978-9954210857)
- Marrakech Baisenesse publié en 2008 aux éditions Biliki sous le double pseudonyme Zakaria Imansar et Alexis Gardiner. Il demande à l'éditeur de ne pas en parler jusqu'à sa mort.

## Distinctions
- Prix du Maroc de poésie (1947)[1]
- Prix Grand Atlas du roman (1994/95)[1]